# سانت فنسنت (مغني)
سانت فنسنت (بالفرنسية: Saint Vincent)‏ هو مغني فرنسي، ولد في 8 أغسطس 1976.